# Monhystera denticulata
Monhystera denticulata är en rundmaskart som beskrevs av Timm. Monhystera denticulata ingår i släktet Monhystera och familjen Monhysteridae. Inga underarter finns listade i Catalogue of Life.